# Крадіжка кришок люків

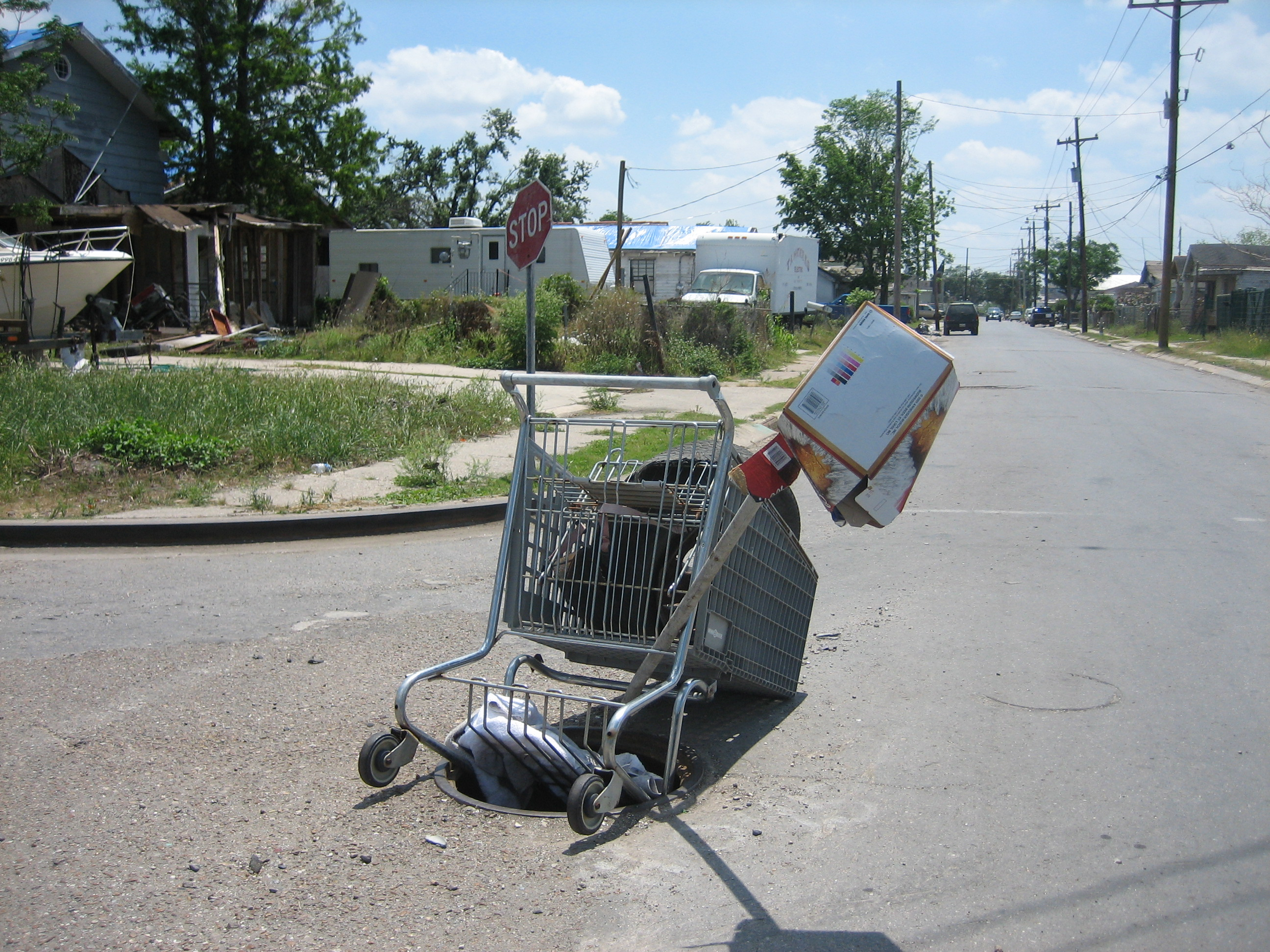
Накопичення сторонніх предметів у відкритому люкові, часто може робитись умисно для попередження травматизму, щоб зробити відкритий оглядовий колодязь видимим здалеку

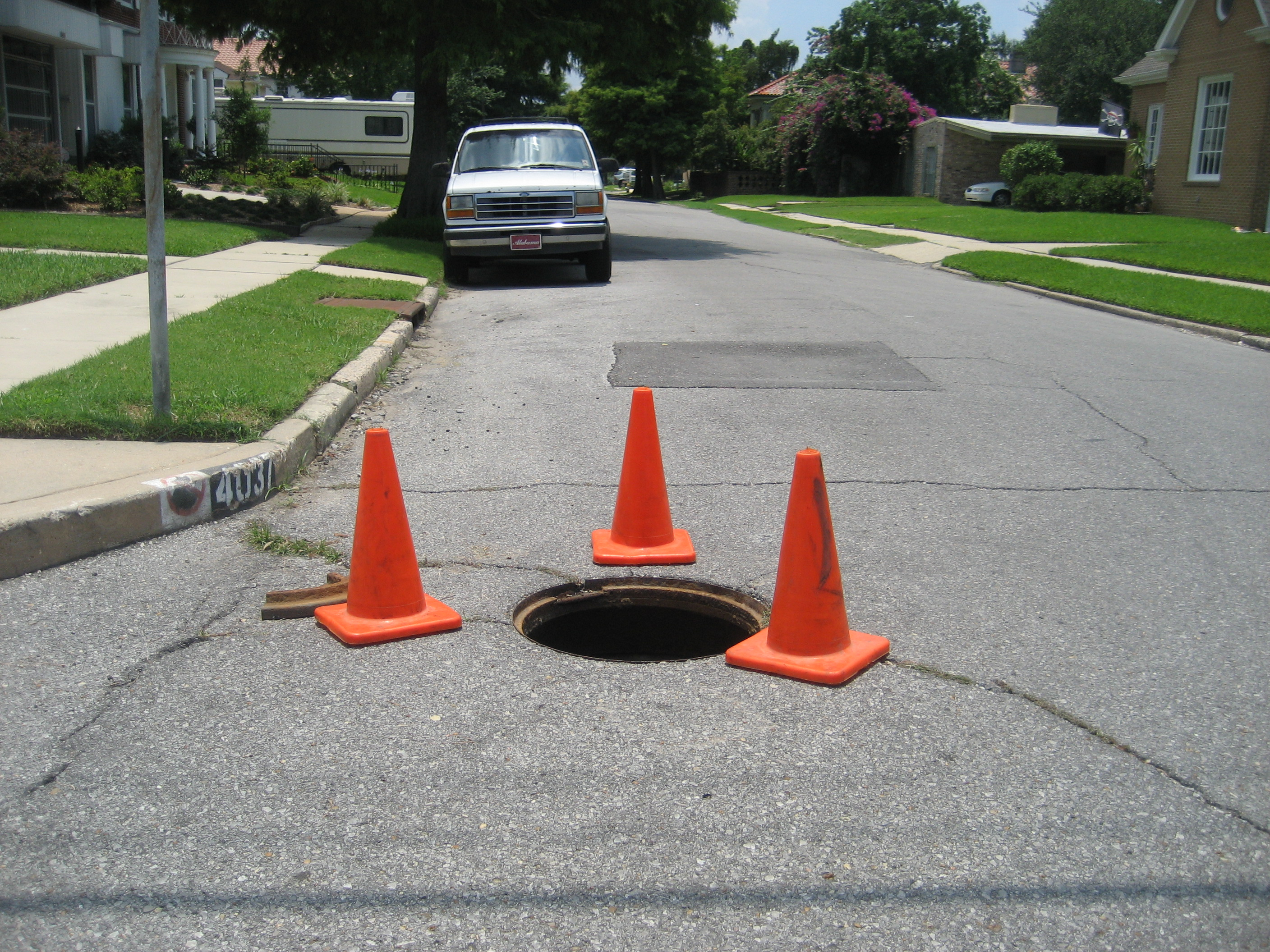
Люк без кришки, огороджений конусами

Крадіжка кришок люків — злочин, за який на території України передбачена кримінальна відповідальність з позбавленням волі строком до трьох років, при повторному порушенні до восьми років. Відповідальність посилена окремим законом через набуття цією проблемою суспільно значущих масштабів. Додатковим законом був розширений Кримінальний кодекс статтею 270-1 «Умисне знищення або пошкодження об'єктів житлово-комунального господарства». Раніше цей вид злочину класифікувався як діяльність з незаконної заготівлі металу та був передбачений статтею 213 Кримінального кодексу України «Порушення порядку здійснення операцій з металобрухтом»

## Передумови
- Широка мережа недобросовісних пунктів заготівлі
- Слабкий контроль над пунктами заготівлі металобрухту та законспірованість пунктів заготівлі
- Відносна легкість вилучення кришки люка, без будь-яких спеціальних інструментів
- Конструкція кришки, яка не замикається, або не є відкидною
- Зубожіння населення

## Поширені міри боротьби
- Посилення відповідальності[1], та перекласифікація таких видів злочинів на важчі, ніж просто заготівля металу
- Використання малоліквідних гумових або полімерних пластикових кришок, чавунних кришок, які містять бетон, проте це може інколи суперечити чинним нормам для люків проїжджої частини[4]
- Виявлення та притягнення до відповідальності як заготівельників, так і представників пункту заготівлі, орендодавців приміщень для пунктів заготівлі, що передбачено законодавчо.